# Fucus spiralis
Espèce
Fucus spiralis, le Fucus spiralé, est une espèce d’algues brunes de la famille des Fucaceae. C'est une des espèces de Fucus qui supporte le mieux de longues exondations et se trouve ainsi fréquemment en haut de la zone de balancement des marées.
La ceinture de Fucus spiralis est généralement précédée de la ceinture de Pelvetia canaliculata et est parfois associée à l'algue encroûtante rouge Hildenbrandia rubra.

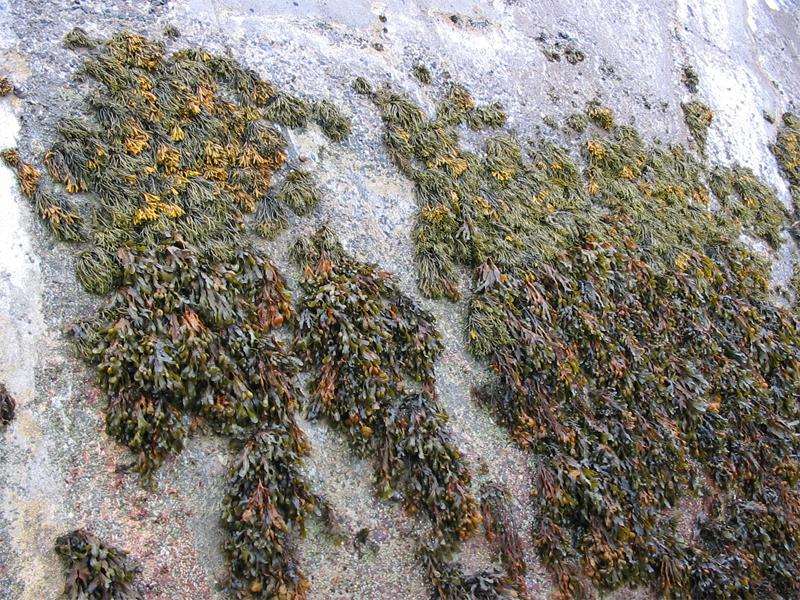
Ceintures exondées de Pelvetia canaliculata (haut) et Fucus spiralis (bas) dans le haut de la zone de balancement des marées (Roscoff, Bretagne)

## Liste des variétés
Selon World Register of Marine Species (14 février 2024) :
- variété Fucus spiralis var. lutarius (Kützing) Sauvageau, 1908